# Tehniška fakulteta v Boru
Tehniška fakulteta (izvirno srbsko Технички факултет у Бору), s sedežem v Boru, je fakulteta, ki je članica Univerze v Beogradu.